# Biểu tình ngày Quốc tế Lao động 2009
Cuộc biểu tình ngày Quốc tế lao động năm 2009 là một loạt các vụ biểu tình quốc tế diễn ra khắp châu Âu, châu Á và nhiều nơi khác trên thế giới về vụ khủng hoảng kinh tế toàn cầu hiện tại.

## Châu Âu

### Đức
Bạo lực lẻ tẻ đã nổ ra vào đầu giờ sáng ngày Quốc tế lao động 1/5 tại Berlin và Hamburg. Cảnh sát Berlin thông báo 29 cảnh sát bạo động bị thương và 12 người bị bắt giam khi khoảng 200 người biểu tình hô vang các khẩu hiệu chống chủ nghĩa tư bản. Họ ném chai lọ và gạch đá vào cảnh sát sau khi một bữa tiệc trên phố kết thúc ở khu Friedrichshain, đông Berlin. Nhiều thùng rác đã bị đốt cháy. Người biểu tình còn ném chai lọ và gạch đá vào xe điện và xe hơi. Nhiều kính cửa sổ tại các điểm dừng đỗ xe buýt đã bị đập phá. Trong khi đó, tại Hamburg, ba cảnh sát chống bạo động đã bị thương trong các cuộc đụng độ với người biểu tình. Cảnh sát Berlin chuẩn bị đối phó với bạo lực tiếp diễn khi các thành viên của các đảng cực hữu, các nghiệp đoàn và phái tả tuần hành. 5.000 cảnh sát được triển khai để giữ trật tự. Có khoảng 10.000-15.000 người tham gia biểu tình.
Cuộc khủng hoảng kinh tế lúc mày đã khiến cảnh sát lo ngại về Ngày Quốc tế Lao động năm 2009 do tỷ lệ thất nghiệp tăng vọt. Kể từ khi bắt đầu vào năm 1987, bạo động ngày 1/5 đã gây nhiều tổn thất cho nhiều nơi ở Berlin. Bạo lực đã giảm trong ba năm trước đó sau khi cảnh sát chuyển từ chiến thuật đối đầu với những người gây bạo động sang giảm leo thang. Đức lúc này đang trong thời kỳ suy thoái tồi tệ nhất kể từ năm 1945 tới nay. Ước tính mỗi tháng có 50.000 người mất việc ở Đức.

### Pháp
Tại Pháp, 8 nghiệp đoàn chính kêu gọi biểu tình toàn quốc chống chính sách kinh tế của Tổng thống Sarkozy. Dự kiến có khoảng 300 cuộc biểu tình trên toàn nước Pháp trong ngày 1/5.

### Nơi khác
Ngày 1/5 thường được các nghiệp đoàn kỷ niệm bằng cách tổ chức các cuộc tuần hành tại nhiều nước châu Âu. Sự suy thoái kinh tế toàn cầu có thể sẽ khiến số người tuần hành tăng vọt trong năm 2009. Các cuộc biểu tình lớn của nghiệp đoàn cũng diễn ra ở Tây Ban Nha, Hy Lạp và Thổ Nhĩ Kỳ.

## Châu Á
Các công nhân tại Campuchia, Philippines, Nhật Bản, và Đài Loan cũng đã tuần hành để kỷ niệm ngày 1/5.